# Veronika Bednářová
Veronika Bednářová (* 1972) je česká kulturní novinářka a zahraniční reportérka, autorka reportáží ze Spojených států, Jižní Afriky a Velké Británie, pedagožka pražské New York University a příležitostná moderátorka v angličtině.

## Život
Již během studia divadelní a filmové vědy na Filozofické fakultě Univerzity Karlovy spolupracovala s kulturním čtrnáctideníkem Divadelní noviny a týdeníkem Reflex. Po dvouletém magisterském studiu uměleckého managementu v New Yorku (Fulbrightovo stipendium) nastoupila do Reflexu jako zahraniční reportérka. Za reportáže z USA a Jižní Afriky získala čtyři hlavní výroční vydavatelské ceny společnosti Ringier, poté vydala knihu reportáží Má americká krása, která vyšla také jako audiokniha.
Mezi její oblíbená města, kde se cítí doma, patří kromě Prahy New York a Liverpool.[zdroj?]
Od roku 2002–⁠2019 byla šéfredaktorkou česko-anglického Festivalového deníku na Mezinárodním filmovém festivalu v Karlových Varech, nejen odtud také pocházejí její původní rozhovory se zahraničními osobnostmi (Richard Gere, Robert De Niro, Susan Sarandon, Robert Redford, Morgan Freeman, Harvey Keitel, Antonio Banderas, John Travolta, Mel Gibson, Charlie Kaufman a mnozí další). Ze stovek profilových rozhovorů českých a zahraničních osobností si nejvíce cení setkání s Madeleine Albrightovou.  
V letech 2010 až 2014 působila jako reportérka přílohy Pátek Lidových novin a editorka měsíčníku Esprit Lidových novin, poté se vrátila do týdeníku Reflex, kde vedla dvouměsíční stylovou přílohu Excellent. V letech 2021–⁠2023 zastávala pozici vedoucí kulturního oddělení, v roce 2023 byla jmenována zástupkyní šéfredaktora. Z redakce Reflexu odešla k 1. únoru 2024, v současné době spolupracuje s různými médii.
Na pražské pobočce americké New York University vyučuje tvůrčí psaní v angličtině. Také v angličtině moderuje akce, besedy, kulaté stoly či talk-show mezinárodního mentoringového programu pro ženy Odyssey, tiskové konference na MFF Karlovy Vary či besedy na Colours of Ostrava. Od roku 2024 spolupracuje s projektem Voices of Meltingpot. Pravidelně přijímá účast v porotách mezinárodních kulturních festivalů ( Zlomvaz, Mezipatra, Anifilm atd.), v letech 2012–2015 byla členkou dramaturgické rady Českých center.
V současné době je členkou grantové komise Magistrátu Hlavního města Prahy, Společnosti Ferdinanda Peroutky udělující prestižní novinářskou Cenu Ferdinanda Peroutky a členkou Společnosti pro Divadelní noviny.

## Autorské publikace a podcasty
- Má americká krása, kniha reportáží z New Yorku, Ringier/Daranus, 2006, fotografie Jan Šibík, ISBN 80-87033-04-3
- Má americká krása, audiokniha reportáží z New Yorku, Tebenas, 2016, načetla Bára Hrzánová[5]
- FULBRIGHT PODCAST CZ, unikátní roční série 12 rozhovorů s českými absolventy prestižních amerických univerzit, 2021 [6]
- Tereza (spolu s Terezou Maxovou), biografie světově proslulé topmodelky Terezy Maxové, BizBooks, Albatros Media, 2021, ISBN 978-80-265-1034-5